# Emilie Bragstad
Emilie Bragstad (Derby, 16 dicembre 2001) è una calciatrice norvegese, difensore dell'Hammarby e della nazionale norvegese.
È figlia di Bjørn Otto Bragstad, anch'egli ex calciatore che ha giocato nello stesso ruolo e con 15 presenze in nazionale.

## Carriera
Emilie Bragstad nasce a Derby, in Inghilterra, mentre in padre Bjørn Otto sta giocando con il Derby County, e passa i primi anni dell'infanzia nel Regno Unito prima del nuovo trasferimento del padre, in Austria.

### Club
Alla decisione del padre di ritrarsi dal calcio giocato, la famiglia fa ritorno in Norvegia dove la piccola Emilie decide di avvicinarsi anch’ella al calcio formandosi nelle giovanili dell'IL Trond, società polisportiva del distretto di Rosenborg a Trondheim. Qui veste la maglia delle varie formazioni giovanili miste di calcio fino al 2014.
Nel 2015 si trasferisce allo Strindheim, club calcistico sempre di Trondheim, nel quale rimane due stagioni prima di passare al Trondheims-Ørn nel 2017.
Alla sua prima stagione con il nuovo club gioca ancora nella sua squadra giovanile, tuttavia nel corso della stagione viene anche aggregata alla prima squadra guidata dal tecnico Thomas Dahle con la quale debutta in Toppserien, primo livello del campionato nazionale, pur se per pochi minuti, l'8 ottobre, alla 17ª giornata di campionato, rilevando all'89' Rakel Engesvik nell'incontro pareggiato a reti inviolate con il Sandviken. Con la nuova stagione sia Dahle che Geir Arne Kristiansen che lo rileva dall'estate, danno piena fiducia alla giocatrice che matura 19 presenze in campionato siglando i suoi primi gol, il primo segnando la rete che apre le marcature nel 3-3 con il Kolbotn alla 15ª giornata. L'arrivo nella stagione 2019 del nuovo tecnico Steinar Lein non muta la fiducia in Bragstad, che rimane in rosa anche dopo il cambio di denominazione della squadra in Rosenborg dal 2020.
Con il nuovo assetto societario la nuova squadra si rivela subito competitiva giocando campionati di vertice, conquistando il secondo posto sia nel campionato 2020 che nel successivo. Grazie a questi risultati Bragstad ha l'occasione di debuttare in UEFA Women's Champions League nel corso dell'edizione 2020-2021, scendendo in campo per la prima volta nella Champions al femminile il 18 agosto 2021, nelle semifinali del primo turno di qualificazione, con la sua squadra che passa il turno battendo per 2-1 le bielorusse del FK Minsk.
Nel gennaio 2022 il Bayern Monaco annuncia di aver formalizzato con Bragstad un contratto fino al 30 giugno 2025, lasciando tuttavia inizialmente il difensore norvegese ancora in prestito al suo precedente club. Con l'avvio della stagione 2022-23 si è trasferita a Monaco di Baviera
Dopo aver contribuito a far raggiungere al Rosenborg il 3º posto nel campionato di Toppserien 2022, a fine stagione rientra in organico con il club di Monaco di Baviera, con il quale disputa il resto della stagione 2022-2023 collezionando 7 presenze in Frauen Bundesliga, 2 in Coppa di Germania e 5 in Champions League in prima squadra ma marcando presenze anche con la squadra riserve (Bayern München II).
La successiva estate il Bayern decide di cederla nuovamente in prestito, al Bayer Leverkusen, continuando a disputare la Bundesliga femminile. A disposizione del tecnico olandese Robert de Pauw viene impiegata da titolare fin dalla 1ª giornata di campionato, scendendo in campo in 21 dei 22 incontri di Frauen-Bundesliga in programma andando inoltre a segno 2 volte, con il Bayer Leverkusen e con il Wolfsburg. Conclude una buona stagione che vede la sua squadra al 6º in campionato dopo aver raggiunto i quarti di finale di DFB-Pokal der Frauen, tuttavia al rientro in organico viene ceduta definitivamente al club di Leverkusen con il quale la norvegese firma un contratto biennale. Ciò nonostante nel marzo 2023, prima della conclusione della stagione, motivando di aver trovato poco spazio sotto la nuova gestione tecnica di Roberto Pätzold, per lei solo 10 presenze di cui una sola da titolare fino ad allora in campionato, decide di lasciare il club per affrontare per la prima volta in carriera il campionato svedese, siglando un contratto con l'Hammarby che la lega al club di Stoccolma fino all'estate 2027.

### Nazionale
Bragstad inizia ad essere convocata dalla Federcalcio norvegese (NFF) dal 2016, inizialmente nella formazione Under-15, per passare l'anno successivo alla Under-16 con la quale, tra l'altro, disputa la Nordic Cup.
Nell'autunno 2020 arriva anche la sua prima convocazione nel ritiro della nazionale maggiore, tuttavia per il debutto deve attendere il 1º dicembre 2021, quando al 85' rileva Tuva Hansen giocando gli ultimi minuti dell'incontro valido per le qualificazioni nel gruppo F della zona UEFA al Mondiale di Australia-Nuova Zelanda 2023, vinto 10-0 sull'Armenia.

## Palmarès

### Club
- Campionato tedesco: 1

Bayern Monaco: 2022-2023
- Coppa di Svezia: 1

Hammarby: 2024-2025